# Max Graf (Geistlicher)
Max Graf (* 8. November 1884 in Hambrücken; † 25. April 1945 im KZ Dachau) war ein deutscher römisch-katholischer Geistlicher und Märtyrer.

## Leben
Max Graf wuchs als Sohn eines Maurermeisters in der Nähe von Karlsruhe auf. Er besuchte die Lendersche Lehranstalt in Sasbach und das Ludwig-Wilhelm-Gymnasium in Rastatt und machte 1906 Abitur. Nach dem Theologiestudium in Freiburg im Breisgau wurde er am 6. Juli 1910 zum Priester geweiht. Die Stationen seines Wirkens waren: Grombach, Ladenburg, Herz-Jesu-Kirche (Mannheim), Simonswald, Dogern, Herbolzheim, Wollmatingen, Buchenbach, St. Peter (Hochschwarzwald), Schopfheim, Kuppenheim (1921), Pfarrer in Wyhl am Kaiserstuhl (1926), Unteralpfen (1937, ab 1939 als Pfarrer).
In Unteralpfen bei Waldshut war Pfarrer Graf den Schikanen der Nationalsozialisten ausgesetzt. Als er am 14. Mai 1944 unter Verwendung einer Vorlage des Theologen Matthias Laros über das Bittgebet predigte, sagte er beiläufig: „Es wäre besser gewesen, wenn manche aus dem letzten Krieg nicht mehr heimgekehrt wären, die andere ins Unglück stürzten“. Er wurde denunziert, von der Gestapo am 3. Juli 1944 ein erstes Mal vorgeladen und am 10. Oktober 1944 aus dem Schlaf heraus verhaftet. Über das Gefängnis Waldshut kam er am 7. Februar 1945 in das KZ Dachau und starb dort am 25. April an Fleckfieber.

## Gedenken
Die deutsche Römisch-katholische Kirche hat Max Graf als Märtyrer aus der Zeit des Nationalsozialismus in das deutsche Martyrologium des 20. Jahrhunderts aufgenommen. Sein Name steht auf der Gedenktafel in der Wallfahrtskapelle Maria Lindenberg (St. Peter).
Die Grund- und Hauptschule seiner Heimatgemeinde Hambrücken sowie die daran vorbei führende Straße tragen seinen Namen.